# Jan Świtalski (krótkofalowiec)
Jan Świtalski (ur. 23 czerwca 1912 w Zagórzu, zm. 2 maja 1999 w Sanoku) – polski krótkofalowiec.

## Życiorys
Urodził się 23 czerwca 1912 w Zagórzu jako syn Apolinarego (piekarz we Lwowie i Zagórzu) i Marii z domu Ferenc (1892–1968). Przed 1914 przeprowadził się z rodziną do Lwowa.
Zdał egzamin dojrzałości w V Państwowym Gimnazjum im. Hetmana Stanisława Żółkiewskiego we Lwowie. Podjął studia na tamtejszym Wydziale Prawa i w Studium Dyplomatycznym Uniwersytetu Jana Kazimierza we Lwowie, które ukończył w 1937 z dyplomami magistra praw i magistra nauk dyplomatycznych. Podczas studiów w 1934 został członkiem Lwowskiego Klubu Krótkofalowców, w którym był sekretarzem. Po zdaniu egzaminu od marca/kwietnia 1937 dysponował licencją krótkofalowca (znak wywoławczy SP1MJ ). W tym samym roku legitymował się liczbą ok. 3000 kontaktów radiowych z 80 państw świata.
Po wybuchu II wojny światowej 1939 podczas okupacji sowieckiej, od połowy 1941 w trakcie okupacji niemieckiej był zatrudniony w Instytucie prof. Rudolfa Weigla, pracując w dziale obsługi urządzeń elektrycznych powiązanych z produkcją szczepionek przeciw tyfusowi plamistemu. Wówczas dokonał montażu radiostacji na podstawie projektu kierownika działu w Instytucie, inż. Jana Ziembickiego, która posłużyła następnie Armii Krajowej do prowadzenia komunikacji. W kwietniu 1943 przyjął sugestię wstąpienia do Armii Krajowej, po czym został zaprzysiężony i służył jako radiotelegrafista Okręgu Lwów AK, używając znaku rozpoznawczego IKS2J na stacji nadawczej 6YL do końca wojny zajmował się odbieraniem i nadawaniem szyfrogramów w kontakcie z Londynem przez Brindisi we Włoszech. Do stycznia 1944 zajmował się testowaniem stacji nadawczo-odbiorczych. Od tego czasu z rozkazu dowództwa AK funkcjonował samodzielnie na radiostacji o większej mocy, działającej w różnych mieszkaniach lwowskich. Od lipca 1944 w przeddzień akcji „Burza” we Lwowie otrzymał rozkaz współdziałania z oddziałami leśnymi operującymi na wschód od miasta. Od tego czasu był dowódcą trzyosobowego patrolu, wyposażonego w przenośną radiostację, podlegającego „Antkowi”, po czym wykonywał meldunki. Został aresztowany przez NKWD w swoim mieszkaniu w lwowskiej dzielnicy Zamarstynów w nocy 13/14 marca 1945. Do maja 1945 był poddawany śledztwu w więzieniu przy ul. Łąckiego we Lwowie, po czym drogą lotniczą został przewieziony do Moskwy i osadzony w więzieniu Łubianka oraz Butyrki . Tam był poddawany śledztwu i nakłaniany do świadczenia przeciw AK na procesie szesnastu. Później został przewieziony drogą kolejową z powrotem do Lwowa, gdzie we wrześniu 1945 wyrokiem sowieckiego sądu wojskowego został skazany na karę 10 lat w obozie pracy. Wówczas skazani na pobyt w łagrze zostali także jego żona Urszula – 6 lat, oraz brat Stanisław – 7 lat. W listopadzie 1945 wszyscy troje zostali wywiezieni na obszar obwodu permskiego (Połowinka). Wykonywał prace w kamieniołomie, później dzięki wsparciu prof. dr. inż. Jana Węgierskiego został pomocnikiem geodety. W 1948 kary Jana i Urszuli Świtalskich zostały skrócone, wskutek czego w sierpniu tego roku mogli wrócić w rodzinne strony (brat pozostał w łagrze).
Pod koniec sierpnia 1948 powrócił w rodzinne strony, początkowo przebywał w Zagórzu, a potem zamieszkał w pobliskim Sanoku. Tam podjął pracę w radiowęźle jako technik dyżurny, od 1950 był kierownikiem punktu ZURiT. W latach 50. otrzymał licencję nasłuchową (SP-8-001), w 1956 licencję nadawcy (po wojnie używał znaku rozpoznawczego SP8MJ) . W zorganizowanych w 1954 międzynarodowych zawodach zajął pierwsze miejsce jako nasłuchowiec, łącząc się z 160 państwami. Był jednym z pierwszych organizatorów kursów łączności na terenie województwa rzeszowskiego. W 1966 był współzałożycielem Bieszczadzkiego Klubu Krótkofalowców, działającego w budynku Powiatowego Domu Kultury w Sanoku, którego był wieloletnim prezesem. Przez 23 lata prowadził Biuro QSL, potwierdzające połączenia krótkofalarskie. Był menedżerem okręgu SP8. Został członkiem Polskiego Związku Krótkofalowców (był członkiem zarządu wojewódzkiego PZK), członkiem Centralnej Rady Radioklubów, Światowego Związku Łowców Dyplomów. Podczas wieloletniej działalności krótkofalarskiej po wojnie nawiązał kontakt radiowy z przedstawicielami z ok. 280 krajów świata na 6 kontynentach (do 1966 nawiązał ok. 17 000 łączności z 172 krajami, do 1973 nawiązał 33 500 łączności z obywatelami ponad 200 państw, do 1997 nawiązał ponad 80 000 łączności z ponad 280 krajami). Dwukrotnie zdobywał I miejsce w nieoficjalnych mistrzostwach świata „World-Wide DXContest” (w tym w 1967). W światowych zawodach zorganizowanych przez amerykański „Klub Łowców Dyplomów” (CHC) w 1966 zajął pierwsze miejsce wśród Polaków i trzecie wśród zawodników z Europy. W okresie PRL był bezpartyjny. Od kwietnia 1981 należał do koła miejskiego ZBoWiD w Sanoku. Był także członkiem Związku Inwalidów Wojennych Rzeczypospolitej Polskiej, Światowego Związku Żołnierzy Armii Krajowej i Związku Sybiraków.
W Sanoku zamieszkiwał przy ulicy 6 Marca (później ul. Józefa Piłsudskiego) 7. Zmarł 2 maja 1999 . Został pochowany w grobowcu rodzinnym na Cmentarzu Centralnym w Sanoku 6 maja 1999. Wraz z nim zostały pochowane jego matka Maria i żona Urszula z domu Traczewska (1911–1993, dyplomowana pielęgniarka, kierująca szkoleniem praktycznym w Liceum Medycznym w Sanoku). Oboje mieli syna Tadeusza.

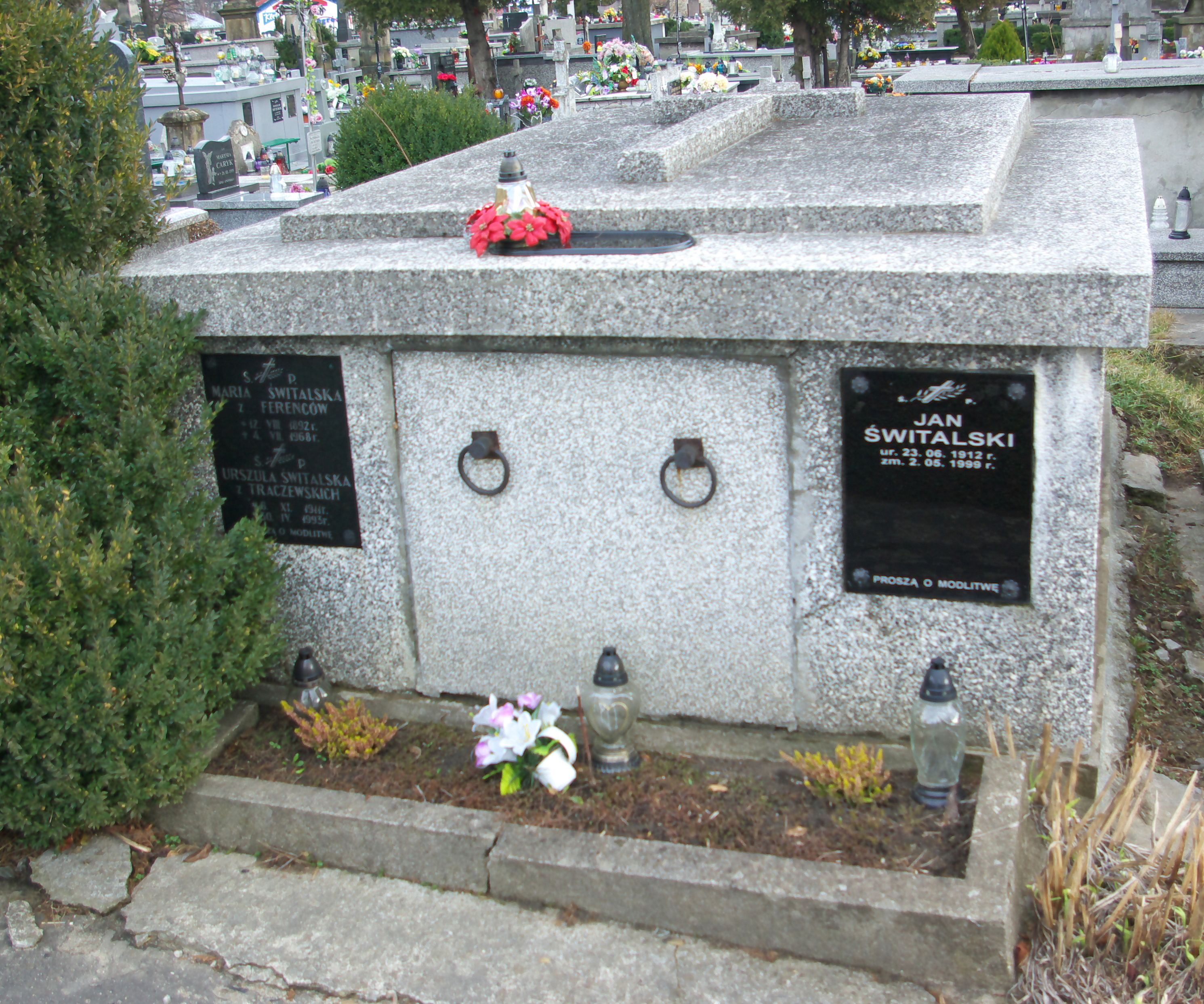
Grobowiec rodziny Świtalskich w Sanoku

## Odznaczenia i wyróżnienia
Odznaczenia cywilne i wojskowe
- Krzyż Kawalerski Orderu Odrodzenia Polski[3][18]
- Brązowy medal „Za zasługi dla obronności kraju” (przed 1973)[7][3][18]
- Krzyż Partyzancki[3][18]
- Krzyż Armii Krajowej[3][18]
- Odznaka 50-lecia akcji „Burza”[18]
- Odznaka „Zasłużony dla województwa rzeszowskiego” (przed 1973)[7][3][18]

Wyróżnienia krótkofalarskie
- Dyplom WAC (1937)[11]
- Statuetka „Złoty Mikrofon” (1966, przyznana przez Kalifornijski Klub Łowców Dyplomów jako pierwszemu Polakowi i piątej osobie z Europy za nawiązanie 500 łączności z członkami klubu)[31][32][25]
- Dyplom WANJ (1967, jako pierwszy wyróżniony na półkuli wschodniej)[26]
- Dyplom XO-23-XR przyznany przez Rumuński Związek Krótkofalowców (1967, jako pierwszy Europejczyk i drugi na świecie)[26]
- Dyplom SPDX (przed 1973, za nawiązanie łączności z ponad 100 krajami)[7]
- Odznaka honorowa Polskiego Związku Krótkofalowców (1973)[11] [33][3]
- Członek honorowy Polskiego Związku Krótkofalowców (1990)[25]
- Złota odznaka honorowa Polskiego Związku Krótkofalowców (1997)[34][3]
- inne nagrody i wyróżnienia (w tym trofea na zawodach w Polsce i za granicą, ponad 700 dyplomów krótkofalarskich)[6][25]